# Nhiệt dung riêng
Nhiệt dung riêng của một chất là nhiệt lượng cần phải cung cấp cho một đơn vị đo lường chất đó để nhiệt độ của nó tăng lên một độ trong quá trình   truyền nhiệt.
Trong hệ thống đo lường quốc tế, đơn vị đo của nhiệt dung riêng là Joule trên kilôgam trên Kelvin, J·kg−1·K−1 hay J/(kg·K), hoặc Joule trên mol trên Kelvin.
Kí hiệu là:c
Người ta sử dụng nhiệt dung riêng để tính toán nhiệt lượng khi gia công nhiệt cho vật liệu xây dựng và lựa chọn vật liệu trong các trạm nhiệt.
Công thức: c = Q/(m∆t)

## Bảng nhiệt dung riêng
| Chất      | Nhiệt dung riêng (J/kg.K) | Chất      | Nhiệt dung riêng (J/kg.K) |
| --------- | ------------------------- | --------- | ------------------------- |
| Nước      | 4200                      | Đất       | 800                       |
| Rượu      | 2500                      | Thép      | 460                       |
| Nước đá   | 1800                      | Sắt       | 460                       |
| Nhôm      | 880                       | Đồng      | 380                       |
| Không khí | 1005                      | Chì       | 130                       |
| Thiếc     | 230                       | Nước biển | 3900                      |
| Xăng      | 3600                      | Aslantic  | 210                       |